# نوو دوور (شهرستان سوواوکی)
نوو دوور (شهرستان سوواوکی) (به لاتین: Nowy Dwór) یک روستا در لهستان است که در گمینا باکاواژوو واقع شده‌است.